# 454 Mathesis
454 Mathesis је астероид главног астероидног појаса са пречником од приближно 81,57 km.
Афел астероида је на удаљености од 2,920 астрономских јединица (АЈ) од Сунца, а перихел на 2,333 АЈ.
Ексцентрицитет орбите износи 0,111, инклинација (нагиб) орбите у односу на раван еклиптике 6,296 степени, а орбитални период износи 1555,507 дана (4,258 године).
Апсолутна магнитуда астероида је 9,20 а геометријски албедо 0,055.
Астероид је откривен 28. марта 1900. године.